# Stara Rača
Stara Rača is een plaats in de gemeente Nova Rača in de Kroatische provincie Bjelovar-Bilogora. De plaats telt 379 inwoners (2001).